# Исламизация
Исламизация (араб. أسلمة‎ aslamah) — политический термин, обозначающий процесс усиления влияния ислама в различных сферах государственной политики и общественной жизни, а также процесс увеличения количества людей, исповедующих ислам в определённом регионе или стране.
На данный момент в мире насчитывается более 1 млрд человек, исповедующих ислам. В 1900 году на долю мусульман приходилось всего 4,2 % населения, сегодня около 22 % от населения Земли. Согласно прогнозам, число мусульман на Земле к 2030 году увеличится до 26, 4 %, и составит не менее 2 млрд при численности населения в 8 млрд человек, сделав ислам самой быстрорастущей, и по числу приверженцев мировой религией.

## Прошлое
В первые века после зарождения ислама исламизацией называлось обращение в ислам народов, которые населяли территории, захваченные в ходе арабских завоеваний.
Дальнейшее распространение ислама также происходило за счёт завоеваний: арабское завоевание Египта (639—654), арабское завоевание Персии, арабское вторжение в Афганистан, арабо-хазарские войны, арабское завоевание Пиренейского полуострова, арабское завоевание Армении, мусульманское завоевание Южной Азии. Также на распространении ислама повлияли Государство Сельджукидов, османские войны в Европе, утверждение ислама в качестве религии Золотой Орды Узбек-ханом.

## Современность
Страны, в которых ислам является господствующей религией, в принципе могут избрать для себя два пути развития — светское или исламское государство. Исламское государство предусматривает процесс проникновения доктрин ислама практически во все сферы жизни исламского государства, в деятельность исламских общин и в жизнь отдельных людей.
Новым витком развития ислама стало обретение независимости стран арабского мира в течение деколонизации в течение 20 века и в том числе после Второй мировой войны. Независимыми государствами с преимущественно мусульманским населением становятся Афганистан (1919), Королевство Ирак (1921), Королевство Египет (1922), Палестина (1922), Йемен (1918), Индонезия (1945), Сирия (1946), Иордания (1946), Пакистан (1947), Тунис (1956), Ливия (1951), Марокко (1956), Мавритания (1960), Сомали (1960), Кувейт (1961), Алжир (1962), Оман (1970), Катар (1971), Объединённые Арабские Эмираты (1971), Бахрейн (1971), Джибутти (1977), Бруней (1984) и др.
В 21 веке наиболее острыми проблемами связанными с исламизацией являются Исламский терроризм, ИГИЛ, миграционный кризис в Европе, запрет на въезд в США жителям некоторых стран.

## Признаки исламизации

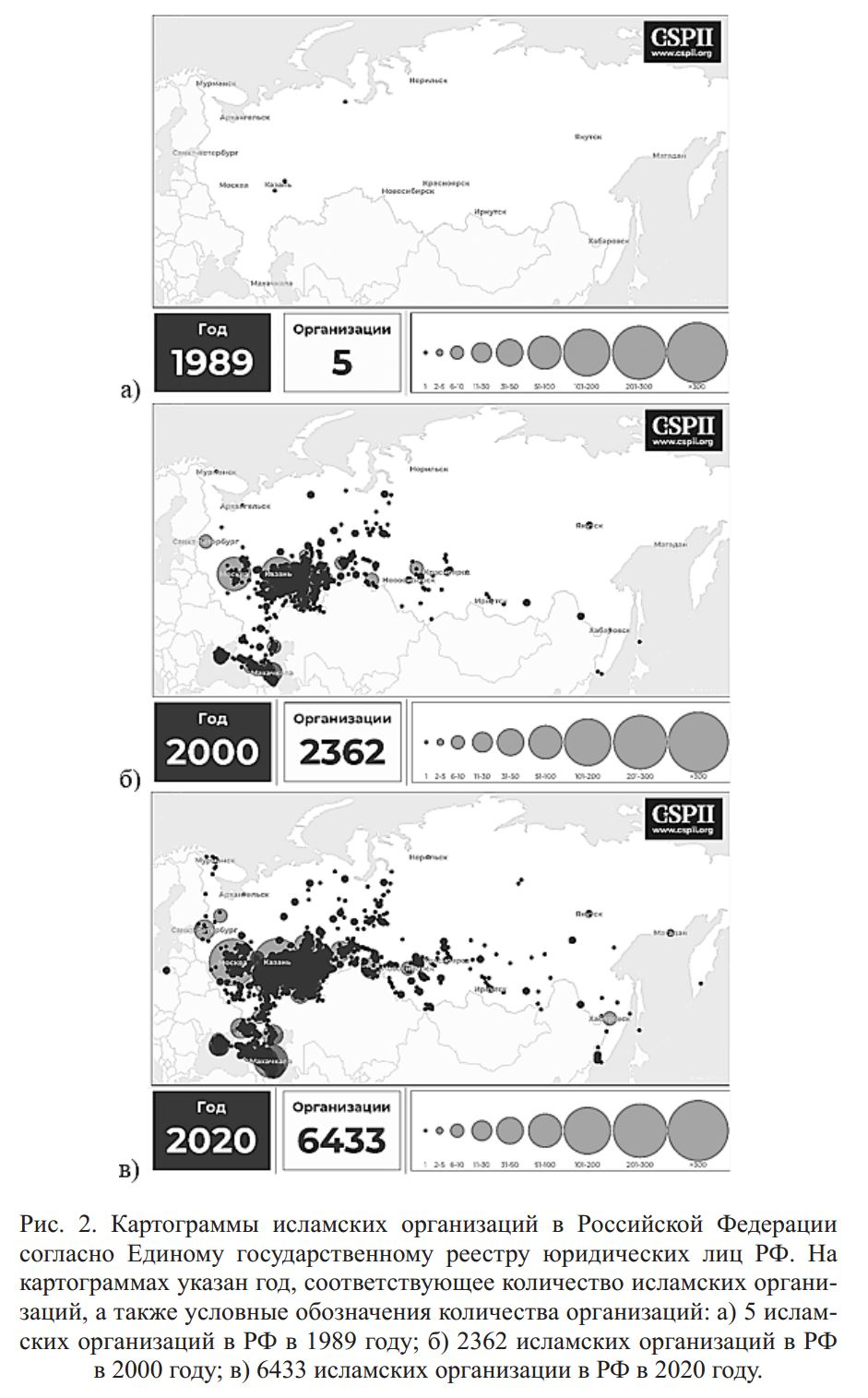
Картограммы исламских организаций в РФ.

Оценка исламизации страны может быть основана на изучении и анализе роста числа исламских организаций. CSPII (англ. Center for the Study of Political Islam International) (рус. Международный центр изучения политического ислама) показывает, как влияние политического ислама распространяется в неисламских странах и создаёт экономические, юридические и социокультурные основы для превращения их в исламские.
Исследования, направленные на восстановление картины роста и распространения исламских организаций на территориях отдельно взятых стран, отражены в картограммах исламской официальной организационной инфраструктуры, а также в графиках изменения числа исламских организаций в разных странах мира. Картограммы и графики демонстрируют тенденции роста числа исламских организаций с течением времени, что ведёт к усилению социального и политического влияния ислама в этих странах.
Доктор теологии Питер Хэммонд в своей книге «Рабство, терроризм и ислам: исторические корни и современная угроза» показывает стадии исламизации в зависимости от роста мусульманского населения в стране.
Пока число мусульман не превышает 2 %, независимо от страны, они будут вести себя по большей части как миролюбивое меньшинство и не будут представлять особой угрозы для граждан.
При достижении 3-5 % населения мусульмане начинают привлекать в свои ряды маргинальные слои общества и этнические меньшинства, проповедуют в закрытых сообществах (например, в тюрьмах и религиозных сектах).
При достижении 5 % мусульмане начинают пытаться оказывать влияние на социально-культурную атмосферу соразмерно со своей процентной долей в обществе. А именно: начинают продвигать понятие «халяль», производить и продавать продукцию для мусульман, тем самым обеспечивая рабочие места для себя, организуют торговые сети, рестораны «для своих», культурные центры. На этом этапе они также пытаются налаживать контакты с государственными структурами с целью получить наиболее благоприятные условия для исполнения шариатских норм.
Когда мусульман 10-15 %, они начинают прибегать к незаконным методам достижения своих привилегий. Например, поджоги, бунты и угрозы. Под их влиянием власти начинают запрещать христианские символы в стране.
При достижении 20 %, согласно исследованию Хэммонда, местным гражданам следует быть готовым к началу исламских рейдов на улицах, джихадистским патрулям, поджиганию церквей и синагог.
После отметки в 40 % немусульманское население, возможно, станет жертвой широкомасштабной резни, периодического террора, утверждает Хэммонд.
При отметке более 60 %, граждане-немусульмане начнут подвергаться преследованиям, гонениям, этническим чисткам, будут урезаны в правах, начнут платить дополнительные налоги, и всё это юридически будет основываться на шариатских положениях.
При достижении 80 % — государство уже полностью во власти мусульман, христианские и иные религиозные меньшинства будут подвергаться регулярным запугиваниям, насилию, будут проводиться санкционированные государством чистки с целью изгнания из страны «неверных» или принуждения их к принятию ислама, пишет Хэммонд.
«И когда эти проверенные историей методы дадут свои плоды, государство приблизится к тому, чтобы стать полностью исламским — на 100 %, оно станет „Дар-аль-ислам“ (дом, земля ислама). Тогда, как верят мусульмане, у них наступит полный мир, поскольку все станут мусульманами, медресе — единственным учебным заведением, а Коран — единственным писанием и руководством к действию одновременно», — заключает Хэммонд.

## Исламизация Европы, включая РФ

Ислам в Европе

Начиная с арабского вторжения в Испанию в 711 году, в разных углах Европы образовывались мусульманские государства: Кордовский эмират, Сицилийский эмират, Золотая Орда и её осколки, Османская империя.
В Западную Европу мусульманство пришло не так давно, до конца Второй мировой войны исповедующих ислам было совсем немного. Но в настоящее время, во Франции, Германии, Великобритании и других странах Европы, влияние ислама усилилось. В основном, это происходит из-за увеличения иммиграции исповедующих ислам граждан из стран Магриба и Ближнего Востока, а также из-за естественного прироста потомков первых поколений иммигрантов. Среди ныне существующих мусульманских государств Европы — Турция, Албания, Босния и Герцеговина, Республика Косово.

## Проблемы связанные с исламизацией
- В октябре 2011 г. в копенгагенском районе Тинбъерг, состоящем из выходцев из исламских стран, группа мусульман-салафитов объявила о введении законов шариата.[8]
- По сообщению The Telegraph в апреле 2014 года в Бирмингеме инспекторы из Министерства образования обнаружили ряд государственных школ, в которых насаждались исламские принципы обучения, нарушающие права учащихся-немусульман. Так во время занятий мальчиков сажали на первые ряды, девочек на задние, а само обучение проводилось в соответствии с требованиями ислама. В начале каждого урока по громкоговорителю проигрывали мусульманскую молитву, призывая учащихся её повторять перед началом и в конце занятий. Некоторые уроки проводились при участии муфтия, разделяющего позицию Аль-Каиды и пропагандирующего антисемитизм[9].

## Борьба с исламизацией
Некоторые общественные организации и политики, в том числе, не причисляющие себя к исламофобам или неонацистам, активно противодействуют исламизации, считая её негативным и даже социально-разлагающим явлением. Их действия направлены на запрет введения исламских норм жизни в светский закон и мораль, а также противоборство строительству мечетей и мусульманских культурных центров.
- 29 ноября 2009 года по результатам всенародного референдума Швейцария ввела запрет на строительство новых минаретов в стране.
- В 2011 году Франция и Бельгия, а в 2017 году Австрия ввели запрет на ношение закрывающие лицо одежды (никабов и бурок) в общественных местах.[12][13]